# Hibbertia crinita
Hibbertia crinita (лат.) — цветковое растение, вид рода Гиббертия (Hibbertia) семейства Диллениевые (Dilleniaceae), эндемик юго-восточной континентальной Австралии. Раскидистый низкорослый куст с опушённой листвой, линейными или ланцетовидными или эллиптическими листьями и жёлтыми цветками с десятью-пятнадцатью тычинками, расположенными на одной стороне двух плодолистиков.

## Ботаническое описание
Hibbertia crinita — раскидистый низкорослый кустарник высотой 0,2-1,5 м. Листья и ветви густо опушены как длинными шелковистыми, так и звёздчатыми волосками. Листья от линейных до копьевидных или эллиптических 5,2-13,5 мм в длину и 0,8-3,3 мм в ширину с загнутыми краями, почти скрывая нижнюю поверхность. Цветки расположены в пазухах листьев группами до семи на концах веточек. Цветки сидячие, окружены листовидными прицветниками длиной до 9 мм. Пять чашелистиков сросшиеся у основания, внешние доли чашелистика имеют длину 5,3-11,7 мм, а внутренние доли — 4,8-8,4 мм. Лепестки жёлтые яйцевидной формы с более узким концом к основанию, длиной 5,4-13,6 мм, на одной стороне двух бархатистых плодолистиков от восьми до шестнадцати тычинок. Цветёт с августа по октябрь.
Этот вид ранее был известен как H. incana в Новом Южном Уэльсе, вид, который теперь считается вымершим и известен только по типовому образцу.

## Таксономия
Hibbertia crinita впервые официально описана в 2000 году Хельмутом Р. Телькеном в журнале ботанического сада Аделаиды (Journal of the Adelaide Botanic Gardens) на основе образцов, собранных Ником Доннером на «вершине горы Торренс» в 1972 году. Видовой эпитет — с латинского, означает «имеющий пучки длинных, слабых волосков».

## Распространение и местообитание
Hibbertia crinita — эндемик Австралии. Растёт в пустошах и лесах, часто вблизи обнажений гранита или песчаника на неглубокой каменистой почве. Встречается в Виктории, в основном к северу от Большого Водораздельного хребта, в западной части Нового Южного Уэльса и на юго-востоке Южной Австралии.